# Lobsann
Lobsann je občina v departmaju Bas-Rhin francoske regije Alzacija.
Leta 1990 je v občini živelo 579 oseb oz. 212 oseb/km².